# Pandanus caricosus
Pandanus caricosus là một loài thực vật có hoa trong họ Dứa dại. Loài này được Spreng. miêu tả khoa học đầu tiên năm 1826.